# Língua nusu
Nusu (autônimo: nu33 su33) é uma língua Loloicha  falada por cerca de 12.600 pessoas do povo Nu da China e de Mianmar. É da família das línguas tibeto-birmanesas. É falado por cerca de 12.600 pessoas, principalmente na província de Yunnan, no sudoeste da China, e também no norte de Mianmar.
Lama (2012) observa uma mudança de som *r- > Ø- do Proto-Lolocha como uma inovação Nusoish

## Dialetos
O dialeto central de Miangu é o dialeto de prestígio, que é bem compreendido por falantes de outros dialetos
Existem três dialetos de Nusu: Nusu Central, Nusu do Sul e Nusu do Norte, que são falados em: 
- O dialeto central, que também é conhecido como Zhizhiluo-Laomudeng ou Miangu, tem cerca de 6 mil falantes no sul do condado de Fugong, na província autônoma de Nujiang Lisu, no oeste da província de Yunnan.
- O dialeto do sul, ou Guoke-Puluo, tem cerca de 4.000 falantes no norte do condado de Lushui, na província de Nujiang.
- O dialeto do norte, ou Wawa-Kongtong, é falado por cerca de 2.000 pessoas no condado de Fugong.

Em Myanmar,Nusu é falado por cerca de 670 pessoas no distrito de Myitkyina do estado de Kachin. Todos os três dialetos são falados também em Mianmar. 

## Escrita
Nusu é escrito com uma versão do alfabeto latino, embora poucos falantes de Nusu sejam alfabetizados em seu idioma. Partes da Bíblia foram traduzidas para Nusu.
A versão tem todas as letras latinas tradicionais, exceto o X. Além das 25, há ainda 40 grupos de 2 ou 3 letras (consoantes e/oi vogais).

## Amostra de texto
João 1:1-4
1.	CHRUX TSAO BA LEX JRAQ KHWAOC KHWIX^ NEZ, JRAQ KHWAOC NAOX WO-SER LEX THIQ CHON KHWIX NEZ. JRAQ KHWAOC NAOX WO-SER NEQ A.
2.	NNYUC NAOX CHRUX TSAO BA LEX, WO-SER LEX THIQ CHON KHWIX NYI^ NEZ.
3.	KHWIX KUX KHAX NGWAK NAOX NNYUC DO LEX JRWIX AC CHRIC^ NEQ A. JRWIC BOEX KUX TSEUC DO NNYUC DO LEX MAX JRWIC AC^ THIQ CHRIC LI MAC KHWIX.
4.	NNYUC KIV DO NAOX MYAIC KHWIX^ NEZ, MYAIC RU KUX NAOX VAX YAC TSON TSEUC BAOX MU RUX VRON KHOE NEQ A 
Português
1. No princípio era o Verbo, e o Verbo estava com Deus, e o Verbo era Deus.
2. O mesmo estava no princípio com Deus.
3. Todas as coisas foram feitas por ele; e sem ele nada do que foi feito se fez.
4. Nele estava a vida; e a vida era a luz dos homens.